# Methodus Plantas Horti Botanici et Agri Marburgensis
Methodus Plantas Horti Botanici et Agri Marburgensis, (abreviado como Methodus), é um livro com descrições botânicas que foi escrito pelo botânico Conrad Moench e publicado em Marburgo no ano de 1794.
Moench escreveu Methodus Plantas horti botanici et agri Marburgensis em 1794, onde faz a contabilização das plantas que se encontram nos campos e jardins de Marburg.